# Mạnh Tràng
Nguyễn Mạnh Tràng (1966 – 7 tháng 1 năm 2019), được biết đến với nghệ danh Mạnh Tràng, là một diễn viên hài người Việt Nam. Ông từng làm quản lý sân khấu kịch Sài Gòn hơn 10 năm cho đến khi qua đời. Ông được truy tặng danh hiệu Nghệ sĩ Ưu tú năm 2019.

## Tiểu sử
Mạnh Tràng sinh năm 1966 tại Long An. Năm 1986, ông lên Thành phố Hồ Chí Minh theo học Trường Nghệ thuật Sân khấu 2 và tốt nghiệp năm 1990. Vì không có vóc dáng và gương mặt đẹp nên khi ra trường sự nghiệp của Mạnh Tràng lận đận một thời gian dài.
Tuy nhiên, Mạnh Tràng có duyên hài ngầm. Sau đó, Mạnh Tràng được ông bầu nổi tiếng một thời giao quản lý sân khấu kịch Sài Gòn để ông đầu tư cho việc kinh doanh, làm phim điện ảnh, truyền hình... Đảm nhiệm vai trò quản lý sân khấu kịch Sài Gòn hơn 10 năm, Mạnh Tràng đã gây ấn tượng với nhiều vai diễn trên sân khấu như: Hồn ma báo oán, Hồn trinh nữ, Ác báo, Tử hình, Cứu em... Ông đã xuất hiện trong các bộ phim điện ảnh Công chúa teen và ngũ hổ tướng, Kỳ phùng địch thủ, Hello cô Ba...

## Các vở diễn
- Hồn ma báo oán
- Hồn trinh nữ
- Ác báo
- Tử hình
- Cứu em
- Tỷ phú
- Quỷ ám
- Hậu H5N1
- Ai điên?
- Lặng lẽ khóc cười
- Quả bom điếc
- Tứ quái huynh đệ
- Em lấy chồng xứ lạ
- Bến đục bến trong
- Ông già nhiều con
- Lặng lẽ khóc cười
- Điệp khúc chồng xa

Và nhiều vở diễn khác

## Phim ảnh

### Truyền hình
| Năm  | Tựa phim          | Vai diễn    | Kênh | Nguồn |
| ---- | ----------------- | ----------- | ---- | ----- |
| 1996 | Xóm nước đen      | Dũng Mặt rõ | HTV9 |       |
| 2010 | Kỳ phùng địch thủ | Hùng        | ĐN1  |       |
| 2010 | Thẩm mỹ viện      | Ông Ba      | HTV9 |       |

### Điện ảnh
| Năm  | Tựa phim                       | Vai diễn  | Nguồn |
| ---- | ------------------------------ | --------- | ----- |
| 2010 | Công chúa teen và ngũ hổ tướng | vệ sĩ Hỏa |       |
| 2012 | Hello cô Ba                    | Mặt Rô    |       |

## Đời tư
Mạnh Tràng đã kết hôn với chị gái của ông bầu Phước Sang và có với nhau 1 người con trai.

## Qua đời
Mạnh Tràng qua đời vào lúc 0h15 ngày 7 tháng 1 năm 2019 tại nhà riêng sau thời gian chống chọi với Ung thư, hưởng dương 53 tuổi. Tang lễ ông được tổ chức tại chùa Vĩnh Nghiêm, thi hài được hỏa táng ngày 9 tháng 1 năm 2019 tại Nhà hỏa táng Bình Hưng Hòa.

## Giải thưởng
- Giải Mai vàng năm 2008
- Huy chương vàng Liên hoan kịch nói toàn quốc năm 2012
- Huy chương vàng Liên hoan kịch nói toàn quốc năm 2015
- Nghệ sĩ Ưu tú năm 2019 (truy tặng)[6]